# Andrea Pollack
Andrea Pollack (Schwerin, 8. svibnja 1961.) je bivša istočnonjemačka plivačica i višestruka olimpijska pobjednica.
Na Olimpijskim igrama osvojila je ukupno 7 medalja, od čega 3 zlatne, 3 srebrene i jednu brončanu.
Godine 1987. primljena je u Kuću slavnih vodenih sportova.

## Vanjske poveznice
- Životopis na stranicama Međunarodne kuće slavnih u vodenim sporotovima  Arhivirana inačica izvorne stranice od 4. prosinca 2008. (Wayback Machine)